# Gram de Rohan
Gram es un personaje ficticio que forma parte del legendarium creado por el escritor británico J. R. R. Tolkien y cuya breve historia es narrada en los apéndices de la novela El Señor de los Anillos. Es un rohir, hijo de Déor y octavo soberano del reino de Rohan.

## Historia
Nació en el año 2668 de la Tercera Edad del Sol y tuvo una hija, Hild, y un hijo, Helm Mano Martillo. Gram heredó el trono de Rohan tras la muerte de su padre en el 2718 T. E. y gobernó durante veintitrés años hasta su propia muerte en el 2741 T. E., momento en el que fue sucedido por su hijo Helm.

## Creación y evolución
El personaje de Gram debió ser creado en los últimos años de la década de 1940, cuando J. R. R. Tolkien interrumpió la composición del capítulo «La última deliberación» de El Señor de los Anillos para crear una lista de los reyes de Rohan. No obstante, se desconoce si la historia del personaje fue creada tal y como aparece en los apéndices de la novela, ya que Christopher Tolkien no ofrece ningún dato sobre la evolución de Gram en el análisis sobre el manuscrito de su padre que aparece en Los pueblos de la Tierra Media.